# Meilgaard
Meilgaard est un château du Danemark situé sur la paroisse de Glesborg (da) dans la commune de Norddjurs.
Il s'étend sur 20,73 km2.

## Histoire
Il est mentionné pour la première fois en 1345. Le bâtiment principal a été construit en 1573 et a été rénové et agrandi de 1888 à 1891.
En 1848, le musée national du Danemark y organise des fouilles archéologiques sous la direction de Jens Jacob Asmussen Worsaae qui conclut que les coquilles d'huîtres qui y sont découvertes sont des résidus de repas d'un établissement de l'âge de pierre. Le lieu est reconnu comme un des sites archéologiques majeurs du Danemark.
Le 26 février 2003, un incendie ravage le château qui est reconstruit de 2004 à 2006.

## Liste des propriétaires
- (1340-1345) Niels Griis
- (1345-1370) Vogn Pedersen
- (1370-1390) Peder Markvardsen Skjernov
- (1390-1440) Markvard Pedersen Skjernov
- (1440-1461) Markvard Markvardsen Skjernov
- (1461-1476) Enke Fru Skjernov
- (1476-1480) Iver Andersen Skjernov
- (1480-1499) Markvard Iversen Skjernov
- (1499-1540) Niels Markvardsen Skjernov
- (1540) Niels Nielsen Skjernov
- (1540-1560) Niels Markvardsen Skjernov
- (1560-1565) Dorte Nielsdatter Tornekrands gift Skjernov
- (1565-1577) Axel Sørensen Juul
- (1577-1589) Absalon Axelsen Juul
- (1589-1604) Ove Axelsen Juul
- (1604-1613) Frands Ovesen Juul
- (1613-1619) Jørgen Kaas
- (1619-1634) Dorte Frandsdatter Juul gift Kaas
- (1634-1663) Christoffer Bille / Steen Bille
- (1663-1681) Erik Høg Banner
- (1681-1689) Iver Juul Eriksen Høg Banner
- (1689) Helle Trolle gift (1) Høg Banner (2) Krag
- (1689-1694) Palle Krag
- (1694-1703) Adam Ernst von Pentz
- (1703-1708) Henrik Bille
- (1708-1711) Ingeborg Christine Adamsdatter von Pentz gift (1) Bille (2) Sehested
- (1711-1719) Kjeld Krag Sehested
- (1719-1720) Slægten Sehested
- (1720-1737) Poul Rosenørn
- (1737-1747) Johan Nicolaj Poulsen Rosenørn
- (1747-1752) Sophie Amalie Dyre gift (1) Rosenørn (2) von der Osten
- (1752-1769) Otto Christopher von Osten
- (1769-1783) Christian Kallager
- (1783-1800) Hans Friedrich von Brüggermann
- (1800-1804) Charlotte Dorothea Gotholdine von Körbitz gift von Brüggermann
- (1804) Peter Andreas Kolderup-Rosenvinge / P. Schandorff
- (1804-1810) Adam Christoffer von Knuth
- (1810-1823) Lars Lassen
- (1823-1839) Den Danske Stat
- (1839-1840) H.P. Hansen
- (1840-1845) Peter Johansen de Neergaard
- (1845-1868) Christian Frederik Olsen
- (1868-1888) Christian Frederik Theophilus Alexander Juel-Brockdorff
- (1888-1931) Niels Joachim Christian Gregers Iuel
- (1931-1941) Christian Frederik Nielsen Iuel
- (1941-1959) Kate Harriet Ryan Treschow gift Iuel
- (1959-1986) Niels Christiansen Iuel
- (1986-) Michael Frederik Nielsen Iuel